# Jerzy Bielenia
Jerzy Bielenia (ur. 14 kwietnia 1918 w Mińsku Litewskim, zm. 25 czerwca 2001 w Warszawie) – polski aktor teatralny i filmowy.

## Życiorys
W 1938 r. zdał maturę w Gimnazjum im. Stanisława Staszica w Warszawie i rozpoczął studia w Państwowym Instytucie Sztuki Teatralnej, które przerwał wybuch II wojny światowej.
W 1946 r. złożył egzamin eksternistyczny. W latach 1949–1982 występował w słuchowiskach Teatru Polskiego Radia. Dużą popularność przyniosła mu rola Florczaka w radiowym programie Podwieczorek przy mikrofonie. Występował również w warszawskim Teatrze Syrena.
Zmarł w Warszawie, spoczywa na cmentarzu Powązkowskim (kwatera 244-1-3).

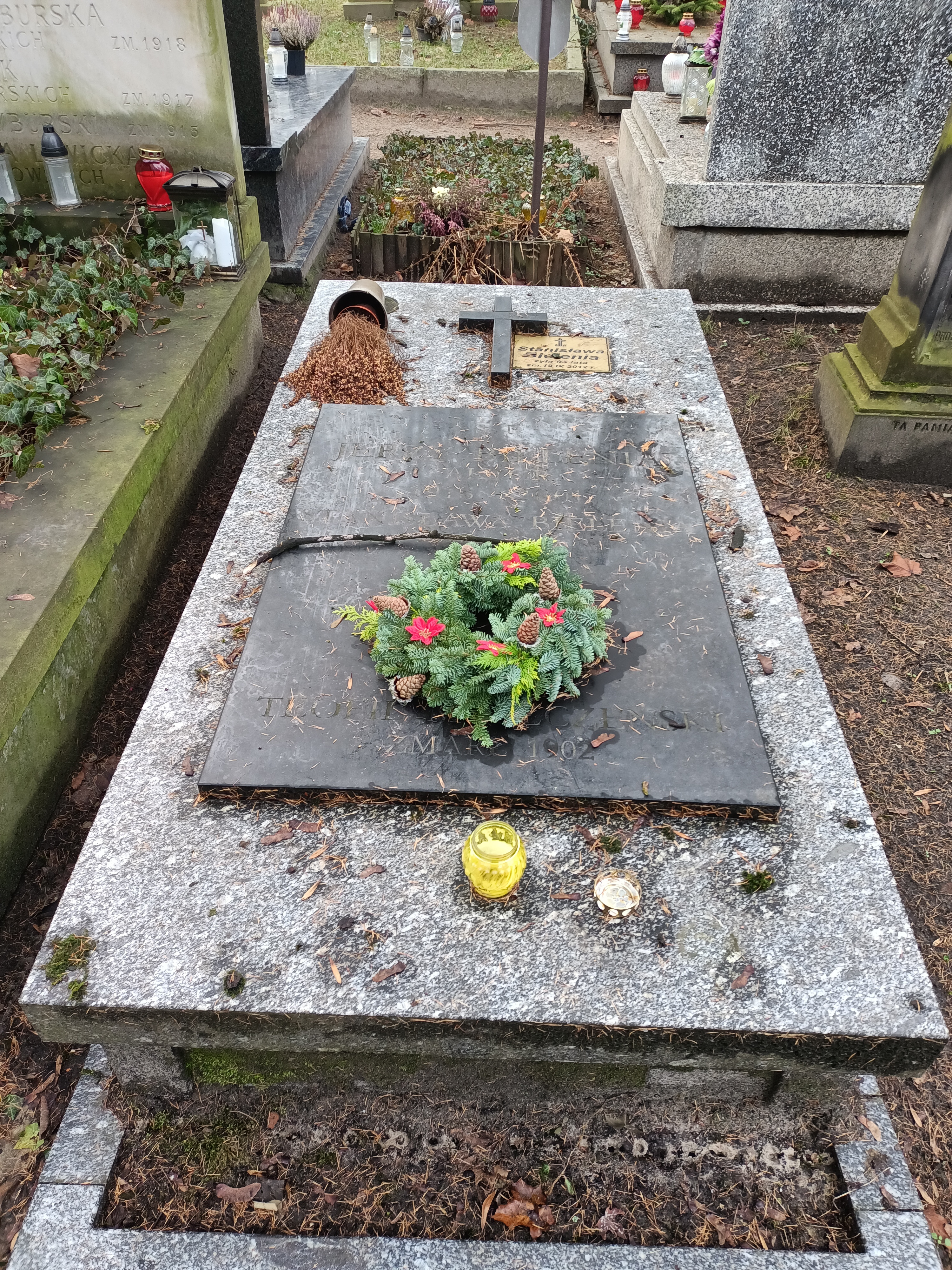
Grób Jerzego Bieleni na cmentarzu Powązkowskim

## Filmografia
- 1936: Fredek uszczęśliwia świat – gość w restauracji
- 1936: Jadzia – mężczyzna na trybunach
- 1937: O czym marzą kobiety – barman
- 1939: Włóczęgi – lokaj w internacie dla dziewcząt
- 1939/1941: Ja tu rządzę – birbant
- 1956: Nikodem Dyzma – piosenkarz
- 1957: Epizod
- 1959: Cafe pod Minogą – łachudra
- 1960: Ostrożnie Yeti – kierownik lotniska
- 1961: Trudne małżeństwo – szef Doroty
- 1962: Gangsterzy i filantropi – Malaga, szef lokalu „Atlantyda”
- 1963: Dwa żebra Adama – dyrektor Jerzy Woźniak
- 1964: Upał – podróżny z delegacją
- 1965: Nazajutrz po wojnie – żołnierz
- 1966: Bicz Boży – Kula, właściciel restauracji
- 1966: Kochajmy syrenki – towarzysz dyrektor
- 1966: Wojna domowa – hydraulik
- 1970: Kolumbowie – tajniak śledzący Jerzego
- 1971: Agent nr 1 – Savopulos
- 1971: Zabijcie czarną owcę – milicjant
- 1974: Potop – Ganchoff
- 1978: 07 zgłoś się – dyrektor cyrku
- 1986: Zmiennicy – kierownik banku
- 1989: Po upadku. Sceny z życia nomenklatury
- 1995: Horror w Wesołych Bagniskach – służący
- 1996: Dzień wielkiej ryby – staruszek

## Ordery i odznaczenia
- Złoty Krzyż Zasługi (1974)
- Medal 40-lecia Polski Ludowej (1984)
- Złota Odznaka honorowa „Za Zasługi dla Warszawy” (1965)